# Konrad-Adenauer-Platz (Bergisch Gladbach)

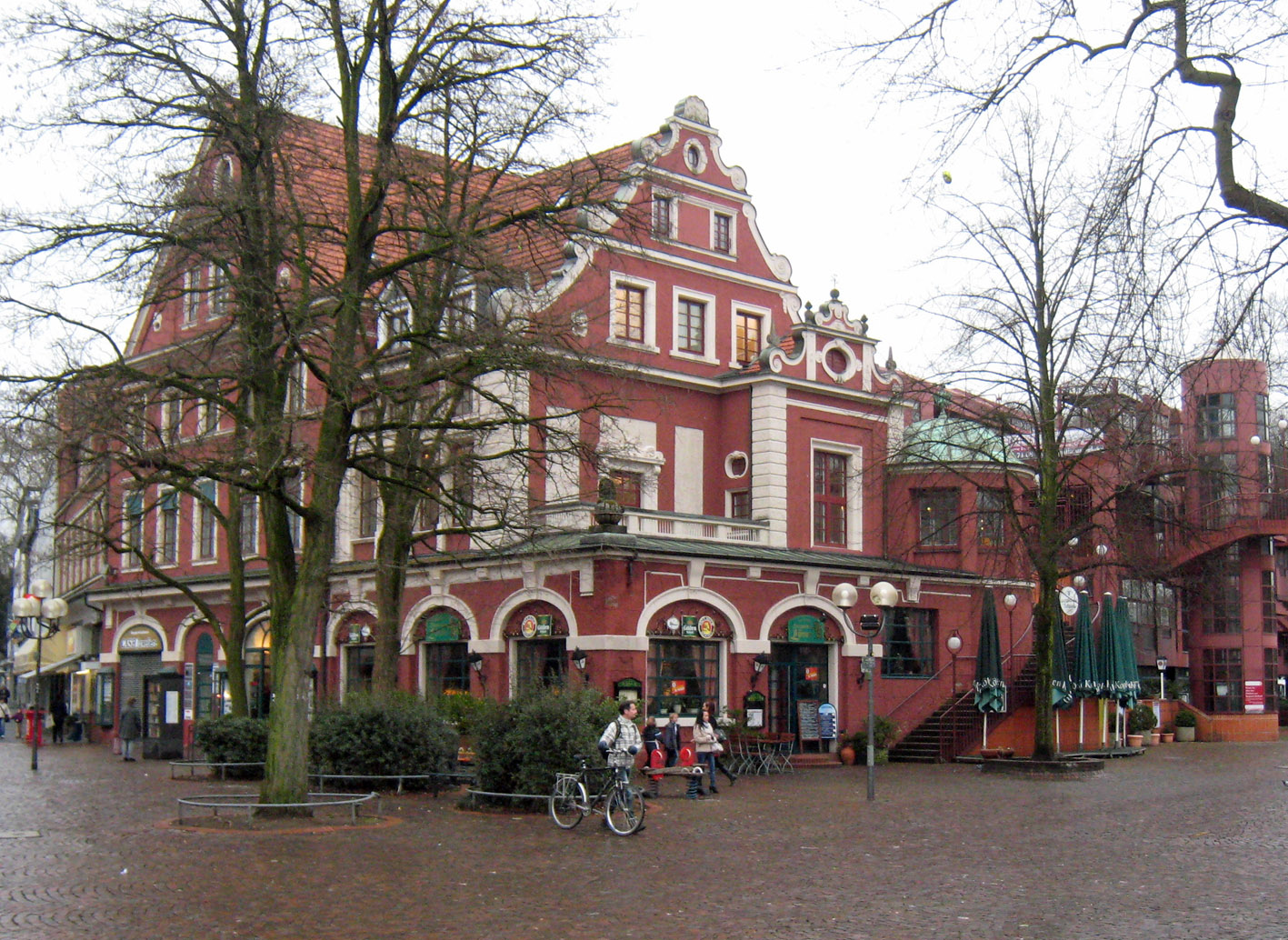
Östlicher Teil des Konrad-Adenauer-Platzes vor dem Bürgerhaus Bergischer Löwe

Der Konrad-Adenauer-Platz ist der zentrale Marktplatz in der Fußgängerzone des Stadtteils Stadtmitte in Bergisch Gladbach.

## Geschichte
Der Marktplatz erhielt zwischen 1887 und 1893 den Namen Am Markt. 1934 gab man ihm im Zusammenhang mit der Errichtung eines nationalsozialistischen Ehrenmals den Namen Adolf-Hitler-Platz. Zwischen dem Bürgerhaus Bergischer Löwe und der Villa Zanders verlief die Marienstraße, die 1950 in Maria-Zanders-Straße umbenannt wurde. Der Marktplatz hatte lange Zeit keinen offiziellen Namen. Kurz nach dem Tod Konrad Adenauers benannte man ihn 1967 als Konrad-Adenauer-Platz. Seit dem Bau der Fußgängerzone im Jahr 1981 dehnt sich der Platz über eine wesentlich größere Fläche im Zentrum der Stadt aus. Dadurch fiel die Maria-Zanders-Straße weg.